# Erik Simon
Erik Simon, né en 1950 à Dresde, est un écrivain et un éditeur de science-fiction allemand.

## Biographie
Après un baccalauréat et une formation d'électricien, Erik Simon étudia la physique à l'Institut Technologique de Berlin. À cette époque, il devient un membre actif du « Stanislaw-Lem-Klubs » où il dirige le groupe de travail sur le fantastique étranger qui préparait des traductions pour la bibliothèque du club et des événements autour d'auteurs étrangers. Dès cette époque il s’intéressa à la science-fiction et aux langues étrangères. Parallèlement à son diplôme de physicien, il obtint un certificat d'État comme traducteur spécialisé en russe. Il traduisit également des récits fantastiques et de science-fiction à partir de l'anglais, de plusieurs langues slaves et du néerlandais. Après un brève activité d'ingénieur dans une entreprise de béton, Erik Simon travailla à partir de 1974 aux éditions Das Neue Berlin où il s'occupait principalement de la science-fiction issue des autres pays socialistes. Il publia en particulier les œuvres des frères Arcadi et Boris Strougatski.
Par son activité de lecteur, éditeur, traducteur et théoricien de la SF, Erik Simon eut une influence notable sur le développement de la science-fiction en République démocratique allemande. En tant qu'éditeur, il se distingua par la publication des almanachs intitulés « Lichtjahr » qui proposaient non seulement d'excellentes nouvelles est-allemands ou étrangères, mais également des textes théoriques sur la science-fiction. En collaboration avec Olaf R. Spittel, il publia le DDR-SF-Lexikon (Dictionnaire encyclopédique de la science-fiction de RDA). 
En tant qu'auteur de science-fiction, Erik Simon privilégie la forme courte. À côté de nombreux récits publiés dans des magazines ou des anthologies, il publia en RDA deux recueils de nouvelles : »Fremde Sterne« (1979) et »Mondphantome Erdbesucher« (1987), un volume de poèmes. Avec Reinhard Heinrich, il écrivit le cycle de nouvelles intitulé »Die ersten Zeitreisen« (1977) et avec Olaf R. Spittel il fit paraître une brochure sur la SF de RDA, à l'origine du dictionnaire encyclopédique sur la SF de RDA. Depuis que les éditions Das Neue Berlin ont interrompu leurs publications de science-fiction, fin 1991, Erik Simon exerce le métier de traducteur indépendant et d'éditeur.
Erik Simon obtint à plusieurs reprises le prix Kurd-Laßwitz et d'autres prix. Ses livres ont été traduits en bulgare, polonais, suédois et tchèque, certains de ses nouvelles et de ses essais ont même été traduits dans une dizaine d'autres langues. Depuis 2002, les éditions allemandes Shayol publient ses œuvres complètes.

## Œuvres

### Romans et recueils de nouvelles
- (de) 1977 Die ersten Zeitreisen (Nouvelles, avec Reinhard Heinrich)
- (de) 1979 Fremde Sterne (Nouvelles)
- (de) 1982 Science-fiction in der DDR – Personalia zu einem Genre (avec Olaf R. Spittel)
- (de) 1983 Wenn im Traum der Siebenschläfer lacht
- (de) 1987 Mondphantome, Erdbesucher (Nouvelles)
- (de) 2002 Sternbilder (Nouvelles, Œuvres complètes, Volume 1)
- (de) 2003 Mondmysterien (Nouvelles, Œuvres complètes, Volume 2)
- (de) 2004 Reisen von Zeit zu Zeit (Nouvelles, avec Reinhard Heinrich, Œuvres complètes, Volume 3)

### Travail d'éditeur (anthologies)
- (de) 1980-1989, 1999 Lichtjahr 1- 6 (FKSF Leipzig)
- (de) 1978 Kontaktversuche (SF bulgare)
- (de) 1979 Der Weg zur Amalthea (SF soviétique)
- (de) 1980 Maschinenmenschen (SF anglo-américaine)
- (de) 1980 Die Rekonstruktion des Menschen
- (de) 1982 Das elektronische Glück (SF soviétique)
- (de) 1985 Der Traumfabrikant (avec O. R. Spittel)
- (de) 1986 Lichtspruch nach Tau (Sélection à partir de »Lichtjahr« 1 - 3)
- (de) 1987 Duell im 25. Jahrhundert (avec O. R. Spittel)
- (de) 1988 Fahrt durch die Unendlichkeit (avec O. R. Spittel)
- (de) 1989 Kontakte mit dem Unbekannten (SF bulgare)
- (de) 1999 Alexanders langes Leben, Stalins früher Tod und andere abwegige Geschichten: Erzählungen und Berichte aus Parallelwelten
- (de) 2000 Schöne Bescherungen. Komische phantastische Geschichten (avec Friedel Wahren)
- (de) 2001 Retter der Ewigkeit. Geschichten zwischen Diesseits und Jenseits (avec Friedel Wahren)
- (de) 2001 Tolkiens Erbe (Fantasy, avec Friedel Wahren)
- (de) 2003 Tolkiens Geschöpfe. Von Orks, Zwergen, Drachen und anderen phantastischen Wesen (Fantasy, avec Franz Rottensteiner)

Divers
- plusieurs anthologies de SF est-allemande pour des éditeurs étrangers ;
- de nombreux volumes de nouvelles consacrés à des auteurs, dont G. Altow, H. P. Lovecraft, M. Puchow, R. Sheckley, S. Slawtschew, A. und B. Strugazki, Janusz A. Zajdel.
- 2003, édition des œuvres de Angela et Karlheinz Steinmüller (avec H.-P. Neumann)

## Prix et récompenses
Erik Simon reçut :
- en 1988 le prix Karel Čapek pour ses activités d'éditeur et de traducteur ;
- en 1989 la médaille Wilhelm Bracke de l'association des libraires de Leipzig pour son travail de lectorat ;
- en 1990 le prix »Traumfabrikant« du Club de SF Andymon, catégorie « Prix spécial » avec Olaf R. Spittel pour l'édition du DDR-SF-Lexikon (Dictionnaire encyclopédique de la science-fiction de RDA).

Erik Simon reçut le Prix Kurd-Laßwitz pour :
- Von der Zeit, von der Erinnerung, meilleur nouvelle 1992 ;
- Leichter als Vakuum, meilleure nouvelle, 1994, avec Angela et Karlheinz Steinmüller ;
- Vernor Vinge: Ein Feuer auf der Tiefe, meilleure traduction allemande, 1995 ;
- l'édition de »Lichtjahr 7«, prix spécial, 1999, avec le Freundeskreis Science Fiction Leipzig e.V. ;
- »Spiel beendet, sagte der Sumpf«, meilleure nouvelle, 2002.